# Lower Beeding
Lower Beeding – wieś w Anglii, w hrabstwie West Sussex, w dystrykcie Horsham. Leży 43 km na północny wschód od miasta Chichester i 54 km na południe od Londynu. W 2001 miejscowość liczyła 1001 mieszkańców.